# Campeonato Carioca 1938
In 1938 werd het 33ste Campeonato Carioca gespeeld voor voetbalclubs uit de toen nog Braziliaanse hoofdstad Rio de Janeiro. De competitie werd gespeeld van 27 augustus 1938 tot 8 januari 1939. Fluminense werd kampioen. 

## Eindstand
| Plaats | Club             | Wed. | W  | G | V  | Saldo | Ptn. |
| ------ | ---------------- | ---- | -- | - | -- | ----- | ---- |
| 1.     | Fluminense       | 16   | 12 | 2 | 2  | 53:22 | 26   |
| 2.     | Flamengo         | 16   | 10 | 2 | 4  | 47:22 | 22   |
| 3.     | Botafogo         | 16   | 8  | 3 | 5  | 44:27 | 19   |
| 3.     | Vasco da Gama    | 16   | 7  | 5 | 4  | 37:27 | 19   |
| 5.     | America          | 16   | 8  | 2 | 4  | 38:30 | 18   |
| 6.     | Bangu            | 16   | 5  | 3 | 8  | 31:40 | 13   |
| 7.     | Bonsucesso       | 16   | 3  | 4 | 9  | 29:68 | 10   |
| 8.     | São Cristóvão AC | 16   | 3  | 3 | 10 | 28:51 | 9    |
| 9.     | Madureira        | 16   | 3  | 2 | 11 | 32:52 | 8    |

|  | Kampioen |

## Kampioen
| Campeonato Carioca de 1938      |
| Rio de Janeiro                  |
| ------------------------------- |
| FLUMINENSE Kampioen (12° titel) |

## Topschutters
| Speler            | Speler         | Goals | Club       |
| ----------------- | -------------- | ----- | ---------- |
| Vlag van Brazilië | Carvalho Leite | 16    | Botafogo   |
| Vlag van Brazilië | Leônidas       | 16    | Flamengo   |
| Vlag van Brazilië | Pascoal        | 13    | Botafogo   |
| Vlag van Brazilië | Ozeas          | 13    | Madureira  |
| Vlag van Brazilië | Tim            | 12    | Fluminense |
| Vlag van Brazilië | Plácido        | 11    | America    |
| Vlag van Brazilië | Hércules       | 10    | Fluminense |